# الأورام الحليمية في المنطقة الصنوبرية
وُصفت الأورام الحليمية في المنطقة الصنوبرية (PTPR) لأول مرة من قبل جوفيه أ وزملائه في عام 2003، ودخلت في تصنيف منظمة الصحة العالمية للجهاز العصبي المركزي (CNS) في عام 2007. تقع الأورام الحليمية في المنطقة الصنوبرية على الغدة الصنوبرية التي تقع في وسط الدماغ. تقع الغدة الصنوبرية على سقف الدماغ البيني. وهي عبارة عن بنية مخروطية الشكل على الجهة الظهرية لسقف الدماغ المتوسط. يُشتق الورم من خلايا البطانة العصبية للعضو تحت الصوار. الأورام الحليمية للجهاز العصبي المركزي وخاصة في المنطقة الصنوبرية نادرة جدًا؛ لذا فإن تشخيصها صعب للغاية.

## الأعراض والعلامات
أكثر أعراض الورم الحليمي شيوعًا هو الصداع. ولأن الصداع شائع جدًا، فإن معظم الناس لا يفكرون بشيء خطير، وهنا تكمن خطورة أورام المخ. لا توجد الكثير من الأعراض المرافقة لها، لذلك يميل الناس إلى الانتظار لفترة طويلة قبل طلب المساعدة الطبية. في معظم الأوقات، يذهب الناس إلى الطبيب عندما يصبح صداعهم ثابتًا ولا يخففه أي شيء. تحدث هذه الأعراض أيضًا بشكل ثانوي لاستسقاء الرأس، والذي ينتج عن انضغاط المسال الدماغي. المسال الدماغي هو قناة ضيقة في الدماغ المتوسط تصل البطينين الثالث والرابع. عندما يسد الورم مسار السائل الدماغي الشوكي، سيؤدي ذلك إلى حدوث صداع لدى المريض. في كثير من الأحيان عندما يحدث استسقاء الرأس، يضع الأطباء تحويلة من أجل تخفيف الضغط. في دراسة حالة واحدة، أجري فغر للبطين الثالث بالمنظار كخط أول لعلاج استسقاء الرأس وللتشخيص أيضًا.
في بعض الحالات، يعاني المرضى من ازدواج الرؤية. يعاني المرضى أحيانًا من الغثيان والقيء أيضًا، لكن لا يحدث ذلك في جميع الحالات.

## علم الأمراض
تتكون أورام المنطقة الصنوبرية عادةً من مجموعة متنوعة من الخلايا بما في ذلك الخلايا النجمية والخلايا العقدية والأوعية الدموية والخلايا الصنوبرية، وهي الخلايا التي تشكل هذا العضو. الخلايا الصنوبرية هي خلايا عصبية متخصصة غنية بالنواقل العصبية أحادية الأمين، بما في ذلك السيروتونين والنور إبينفرين والميلاتونين. على وجه التحديد، تتكون الأورام الحليمية في هذه المنطقة من خلايا البطانة العصبية التي تشكل الحليمة. من المفترض أن تكون الحليمة خلايا سطحية تبطن بطينات الدماغ. تحتوي هذه الخلايا على بروتينات تؤثر على خصائص الورم. تنشأ هذه البروتينات من الأوعية الدموية والخلايا العصبية وخلايا العضلات.
بحسب ما أشارت له د. يانس عندما أُجريت معها مقابلة، لا تملك هذه الأورام (الأورام الحليمية في هذه الحالة) خصائص وراثية مهيئة معروفة. وأضافت إنه لا يوجد شيء يربط احتمالية انتقال هذا النوع من الورم بالوراثة، مما يعني أنه لا يوجد شيء موروث. ومع ذلك، من الناحية الفنية، يوجد عوامل وراثية تلعب دورًا، لكن دون تدخل في موضوع انتقال الورم. قد تختلف الخلايا السرطانية في هيكلها ووظيفتها، ولكن جميعها لها وظيفة طبيعية، يوجهها لها الحمض النووي الريبي منقوص الأكسجين، أو الحمض النووي (DNA). عندما تنقسم الخلايا البطانية، ستنسخ مادتها الجينية، توجد مجموعة من الطفرات التي تعتبر أخطاء تنتج مع عمليات النسخ المتعددة في المادة الجينية في حالة الورم، والتي تعطل وظيفة الخلية الطبيعية. لذلك، ستختلف الخلايا عما كان من المفترض أن تكون عليه. إذا استمرت الخلايا غير الطبيعية في النمو والانقسام وإنتاج المزيد من الخلايا غير الطبيعية، قد تتحول كتلة الخلايا غير الطبيعية في النهاية إلى ورم.
عادة ما تكون الأورام الحليمية في المنطقة الصنوبرية محدودة بشكل جيد. وتكون كبيرة إلى حد تتراوح فيه بين 2.5 و4.0 سم. تحتوي هذه الأورام أحيانًا على مكون كيسي.